# Превеселий Новий рік з Вінні
«Превеселий Новий рік з Вінні» (англ. A Very Merry Pooh Year) — американський різдвяний анімаційний музичний фільм 2002 року, випущений прямо на відео компанією «Walt Disney Television Animation». У фільмі представлені різдвяний телевізійний спецвипуск 1991 року «Вінні Пух і Різдво теж», а також новий фільм «Щасливого року Пуха». Виробництвом анімації фільму займалися компанії «Wang Film Productions» та «Sunwoo Animation» (Корея).
Це був єдиний фільм про Вінні Пуха, де Джефф Беннетт співав за Крістофера Робіна, також це був перший фільм про Вінні Пуха, де відсутній Сова, і перший фільм про Вінні Пуха, в саундтреці до якого бере участь Карлі Саймон.